# Condado de Putnam (Indiana)
El condado de Putnam (en inglés: Putnam County) es un condado en el estado estadounidense de Indiana. En el censo de 2000 el condado tenía una población de 36 019 habitantes. La sede de condado es Greencastle. El condado fue fundado el 31 de diciembre de 1822 y fue nombrado en honor al general Israel Putnam, quien luchó en la Guerra de Independencia de los Estados Unidos.

## Geografía

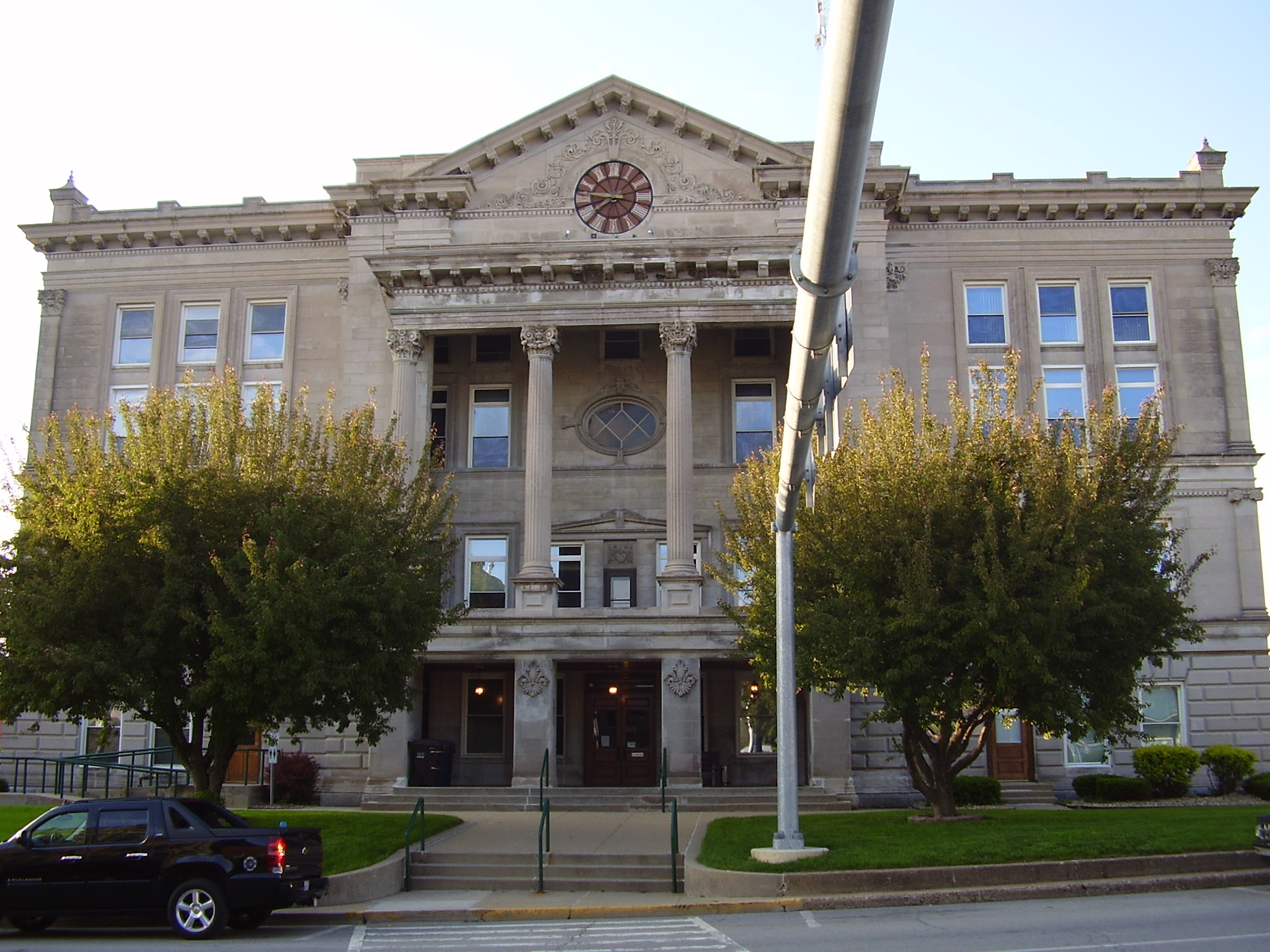
Juzgado del condado de Putnam en Greencastle.

Según la Oficina del Censo, el condado tiene un área total de 1250 km² (483 sq mi), de la cual 1244 km² (480 sq mi) es tierra y 6 km² (3 sq mi) (0,47%) es agua.

### Condados adyacentes
- Condado de Montgomery (norte)
- Condado de Hendricks (este)
- Condado de Morgan (sureste)
- Condado de Owen (sur)
- Condado de Clay (suroeste)
- Condado de Parke (oeste)

## Autopistas importantes
- Interestatal 70
- U.S. Route 36
- U.S. Route 40
- U.S. Route 231
- Ruta Estatal de Indiana 42
- Ruta Estatal de Indiana 75
- Ruta Estatal de Indiana 236
- Ruta Estatal de Indiana 240
- Ruta Estatal de Indiana 243

## Demografía
En el  censo de 2000, hubo 36 019 personas, 12 374 hogares y 9119 familias residiendo en el condado. La densidad poblacional era de 75 personas por milla cuadrada (29/km²). En el 2000 había 13 505 unidades habitacionales en una densidad de 28 por milla cuadrada (11/km²). La demografía del condado era de 94,87% blancos, 2,93% afroamericanos, 0,33% amerindios, 0,52% asiáticos, 0,04% isleños del Pacífico, 0,42% de otras razas y 0,89% de dos o más razas. 1,14% de la población era de origen hispano o latino de cualquier raza. 
La renta promedio para un hogar del condado era de $38 882 y el ingreso promedio para una familia era de $45 916. En 2000 los hombres tenían un ingreso medio de $31 989 versus $22 029 para las mujeres. La renta per cápita para el condado era de $17 163 y el 8,00% de la población estaba bajo el umbral de pobreza nacional.

## Ciudades y pueblos
| - Bainbridge - Cloverdale - Fillmore | - Greencastle - Morton - Mount Meridian | - Parkersburg - Putnamville - Reelsville | - Roachdale - Russellville |